# Ц
Ц, ц（称呼为 цэ, ce）是一个广泛用在斯拉夫语言的西里尔字母。这字母据信来自希伯来字母 tsadi (צ) ，再经过格拉哥里字母 tsi（ⱌ, ）演变而成。
在俄语，除了斯拉夫字源外，有的字是由拉丁字 c 字吸收过来，如 цирк (circus), центр (center)；或由德语 z 字吸收过来，如 плац (Platz), цинк (Zink)。而俄语字甚少字以 ц 开始，几乎所有以 ц 开始的字都不是斯拉夫源头。

## 字母的次序
在俄语字母中排第24位，在白俄罗斯语字母中排第25位，在乌克兰语、塞尔维亚语字母中排第27位，保加利亚语字母中排第23位，在马其顿语字母中排第28位。

## 音值
通常表示为清齒齦塞擦音(/t͡s/)。

## 字符编码
| 字符编码 | Unicode | ISO 8859-5 | KOI-8 | GB 2312 | HKSCS |
| -------- | ------- | ---------- | ----- | ------- | ----- |
| 大写 Ц   | U+0426  | C6         | E3    | A7B8    | C84B  |
| 小写 ц   | U+0446  | E6         | C3    | A7E8    | C86C  |

## 外部連結
- 维基词典中的词条「Ц」
- 维基词典中的词条「ц」
- Буква Ц （页面存档备份，存于） на сайте graphemica.com
- Буква ц （页面存档备份，存于） на сайте graphemica.com